# Santa Susana (título cardinalício)
O título cardinalício de Santa Susana foi instituído em torno de 112 pelo Papa Evaristo, com o nome de Gaii et Susannae. O título Gaii aparece na lista do sínodo romano em 1 de março de 499, mas no de 595 e nos seguintes, aparece apenas como Susannae.
Sua igreja titular é Santa Susana nas Termas de Diocleciano.

## Titulares protetores
- Asello (494-?)
- Rustico (590-?)
- Cónon (683?-686, eleito papa)
- São Sergio (686?-687, eleito papa com o nome de Sergio I)
- João (745 - 761)
- Leôncio (761 - 795)
- Leão (795, eleito papa com o nome de Leão III)
- Giovanni (964- 1012)
- Giovanni (1012- 1033)
- Giovanni (1033- 1062)
- Pietro (1062- 1099)
- Gezo (1106- circa 1112)
- Pietro Gherardeschi (1117-1130)
- Stanzio (1130-1133)
- Giordano Bobone Orsini (1145-1165)
- Ermanno, dito o Mestre (1165 ou 1166- circa 1170)
- Lesbio Grassi (1170-1173)
- Pietro de Bono (1173-1187)
- Alessio (1188-1189)
- Gianfelice (1190-1194)
- Benedetto (1201-1212)
- Aldobrandino Caetani (ou Ildebrando) (1219-1221)
- Geoffroy Barbeau (ou de Barro) (1281-1287)
- Benedetto Caetani seniore, administrador (1288-1294)
- Pierre d'Arrablay (ou Arabloy) (1316-1328)
- Andrea Ghini Malpighi (ou Malpigli) (1342-1343)
- Pierre Bertrand (1344-1361)
- Filippo Ruffini (ou Gezza), O.P. (1378-1386)
- Francesco Carbone, O.Cist. (1384-1392)
- Pierre de Thury (1385-1410), pseudocardeal dos Antipapas Clemente VII, Bento XIII e Alexandre V
- Antonio Panciera (1411-1431)
- Vacante (1431-1440)
- Louis de La Palud de Varembon, O.S.B. (1440-1449), pseudocardeal do Antipapa Félix V
- Tommaso Parentucelli (1446-1447)
- Filippo Calandrini (1448-1451)
- Alessandro Oliva Sassoferrato, O.E.S.A. (1460-1463)
- Vacante (1463-1467)
- Jean la Balue (1467-1483)
- Lorenzo Cybo de Mari (1489-1491)
- Juan de Borja Llançol de Romaní (1492-1503)
- Francesco Soderini (1503-1508)
- Leonardo Grosso della Rovere (1508-1517)
- Raffaello Petrucci (1517-1522)
- Vacante (1522-1528)
- Antonio Sanseverino, O.S.J.J. (1528-1530)
- García de Loaysa y Mendoza, O.P. (1530-1546)
- Georges II D'Amboise (1546-1550)
- Jacques d'Annebaut (1550-1557)
- Vacante (1557-1561)
- Girolamo Seripando, O.S.A. (1561-1563)
- Francisco Pacheco de Toledo (1564-1565)
- Bernardo Navagero (1565)
- Francesco Alciati (1565-1569)
- Girolamo Rusticucci (1570-1597)
- Anne d'Escars de Givry, O.S.B. (1604-1612)
- Gaspar de Borja y Velasco (1612-1616)
- Scipione Cobelluzzi (1616-1626)
- Giulio Cesare Sacchetti (1626-1652)
- Giambattista Spada (1654-1659)
- Pietro Sforza Pallavicino, S.I. (1659-1660)
- Carlo Carafa (1665-1675)
- Bernardo Gustavo de Baden-Durlach, O.S.B. (1676-1677)
- Vacante (1677-1686)
- Marcantonio Barbarigo (1686-1697)
- Daniello Marco Delfino (1700-1704)
- Lorenzo Corsini (1706-1720)
- José Pereira de Lacerda (1721-1738)
- Vacante (1738-1747)
- Raniero Felice Simonetti (1747-1749)
- Vacante (1749-1756)
- Luca Melchiore Tempi (1756-1757)
- Ludovico Valenti (1759-1762)
- Vacante (1762-1802)
- Carlo Crivelli (1802-1818)
- Vacante (1818-1835)
- Giuseppe della Porta Rodiani (1835-1841)
- Ignazio Giovanni Cadolini (1843-1850)
- Vacante (1850-1856)
- Alessandro Barnabò (1856-1874)
- Bartolomeo d'Avanzo (1876-1884)
- Patrick Francis Moran (1885-1911)
- François-Virgile Dubillard (1911-1914)
- Giorgio Gusmini (1915-1921)
- Giovanni Bonzano (1924-1927)
- Alexis Lépicier (1927-1936)
- Arthur Hinsley (1937-1943)
- Edward Mooney (1946-1958)
- Richard James Cushing (1958-1970)
- Humberto Sousa Medeiros (1973-1983)
- Bernard Francis Law (1985-2017)